# Fumagilline
La fumagilline est une biomolécule complexe utilisée comme agent antimicrobien. Elle a été isolée en 1949 à partir du champignon Aspergillus fumigatus.

## Usage
La fumagilline a pour principale indication le traitement des diarrhées sévères dues à des microsporidioses à Enterocytozoon bieneusi (en), chez les personnes atteintes du SIDA, après échec d'une restauration immunitaire par traitement antirétroviral.

## Effets secondaires
Les effets indésirables sont pour l'essentiel gastro-intestinaux (douleurs, diarrhée, nausées, vomissements) et hématologiques (thrombocytopénie, granulocytopénie).

## Production
La production de la fumagilline cesse en 2019 et le médicament se retrouve en pénurie.
En 2020, la pharmacie des Hospices civils de Lyon trouve, en Hongrie, un fournisseur d'un précurseur et parvient à synthétiser à nouveau ce médicament pour soigner 28 patients. 
Les HCL lancent en 2022 un appel afin de trouver les financements nécessaires pour relancer la fabrication de Fumagilline, le stock de matière première importée de Hongrie se tarissant,.